# Ligne 3 du métro de Berlin
Pour les articles homonymes, voir Ligne 3 et U3.
La ligne 3 du métro de Berlin (U-Bahnlinie 3 ou U3) est l’une des neuf lignes du métro de Berlin. Ouverte en 1913, elle relie la station Warschauer Straße, à l'est, à la station Krumme Lanke, au sud-ouest. Elle comprend 24 stations sur son parcours, pour une longueur totale de 19,7 kilomètres.

## Caractéristiques
Elle traverse la ville du sud-ouest au centre.

## Histoire
- 12 octobre 1913 : Ouverture du tronçon original Wittenbergplatz - Freie Universität
- 24 octobre 1926 : Prolongement vers l'est de Wittenbergplatz à Nollendorfplatz
- 22 décembre 1929 : Prolongement vers le sud de Freie Universität à Krumme Lanke
- 2 juin 1959 : Ouverture de la station Spichernstraße et fermeture de la station Nürnberger Platz située tout près.
- 8 mai 1961 : Mise en service de la station Augsburger Straße.
- 7 mai 2018 : Prolongement vers l'est  de Nollendorfplatz à Warschauer Straße

## Stations
En partant de l'extrémité nord de la ligne 3 (Les stations en gras servent de départ et de terminus) : 
| PK   |  |   |  | Station                      | Quartier       | Correspondance |
| ---- |  | - |  | ---------------------------- | -------------- | -------------- |
| 8,7  |  | o |  | Warschauer Straße            | Friedrichshain |                |
| 7,9  |  | o |  | Schlesisches Tor             | Kreuzberg      |                |
| 7,0  |  | o |  | Görlitzer Bahnhof            | Kreuzberg      |                |
| 6,3  |  | o |  | Kottbusser Tor               | Kreuzberg      |                |
| 5,4  |  | o |  | Prinzenstraße                | Kreuzberg      |                |
| 4,4  |  | o |  | Hallesches Tor               | Kreuzberg      |                |
| 3,9  |  | o |  | Möckernbrücke                | Kreuzberg      |                |
| 3,3  |  | o |  | Gleisdreieck                 | Kreuzberg      |                |
| 2,2  |  | o |  | Kurfürstenstraße             | Tiergarten     |                |
| 1,7  |  | o |  | Nollendorfplatz              | Schöneberg     |                |
| 0,9  |  | o |  | Wittenbergplatz              | Schöneberg     |                |
| 0,0  |  |   |  | Origine du chaînage          |                |                |
| 0,6  |  | • |  | Augsburger Straße            | Charlottenburg |                |
| 1,1  |  | o |  | Spichernstraße               | Wilmersdorf    |                |
| 1,7  |  | • |  | Hohenzollernplatz            | Wilmersdorf    |                |
| 2,5  |  | o |  | Fehrbelliner Platz           | Wilmersdorf    |                |
| 3,7  |  | o |  | Heidelberger Platz           | Wilmersdorf    |                |
| 4,5  |  | • |  | Rüdesheimer Platz            | Wilmersdorf    |                |
| 5,3  |  | • |  | Breitenbachplatz             | Dahlem         |                |
| 6,3  |  | • |  | Podbielskiallee              | Dahlem         |                |
| 7,2  |  | • |  | Dahlem-Dorf                  | Dahlem         |                |
| 8,0  |  | • |  | Freie Universität Thielplatz | Dahlem         |                |
| 9,0  |  | • |  | Oskar-Helene-Heim            | Dahlem         |                |
| 10,0 |  | • |  | Onkel Toms Hütte             | Zehlendorf     |                |
| 11,1 |  | • |  | Krumme Lanke                 | Zehlendorf     |                |

### Stations ayant changé de nom
- Thielplatz est devenue Freie Universität (Thielplatz) en décembre 2016.